# Sieben-Länder-Studie
Die Sieben-Länder-Studie war die erste multizentrische epidemiologische Studie weltweit, die Risikofaktoren für vorzeitige Sterblichkeit und Herz-Kreislauf-Erkrankungen untersucht hat. Initiator der Studie war der US-amerikanische Wissenschaftler Ancel Keys. Sie wurde ab 1958 in Griechenland, Italien, Jugoslawien, den Niederlanden, Finnland, Japan und den Vereinigten Staaten durchgeführt. 

## Hintergrund
In den frühen 1950er Jahren erfuhr Keys im Gespräch mit einem italienischen Kollegen, dass in dessen Heimatland kaum Herzerkrankungen vorkämen. Keys begab sich daraufhin mit seiner Frau nach Neapel, richtete ein Labor ein und begann zu forschen. Er stellte rasch fest, dass die Einwohner seltener Herzerkrankungen hatten als in den USA und zudem einen sehr geringen Serumcholesterinspiegel aufwiesen. Eine erste, 1947 gestartete Beobachtungsstudie in Minnesota verfolgte männliche Arbeiter über einen Zeitraum von 15 Jahren.
Staatliche Datensammlungen aus anderen Ländern zeigten zudem einen weiteren statistischen Zusammenhang, je höher die Zufuhr an Gesamtnahrungsfett, desto höher die Sterblichkeit an Herzerkrankungen (sog. „Six-Countries-Study“).
Keys und seine Frau bestätigten diesen Zusammenhang auf weiteren Reisen und Keys schloss aus den Daten, dass Nahrungsfett und dadurch höhere Cholesterinspiegel zur Häufung der koronaren Herzkrankheit beitragen. 1955 präsentierte Keys seine Ideen anderen Forschern im internationalen Umfeld der Weltgesundheitsorganisation, wo man seiner Theorie wenig Glauben schenkte. Daraufhin konzipierte er die „Sieben-Länder-Studie“.

## Durchführung
Von 1958 an ließ Keys über einen Zeitraum von 6 Jahren epidemiologische Erhebungen in sieben Ländern beginnen. Die Studie wurde an 12.763 gesunden Männern mittleren Alters in Italien, auf den griechischen Inseln Korfu und Kreta, in Jugoslawien, Italien den Niederlanden, Finnland, Japan und den Vereinigten Staaten durchgeführt. Die Standorte und die Teilnehmer wurden nicht zufällig ausgewählt. Bis auf die Zentren in Minnesota, Rom und Belgrad waren alle Kohorten ländlich.
Keys beschränkte sich bei der Auswahl der Zentren auf Länder, die ein Jahrzehnt nach Ende des Zweiten Weltkriegs in der Lage waren, verlässliche Daten zu liefern. Frankreich war als Teilnehmer vorgesehen, schlug die Einladung aber aus. Mitteleuropa war durch den Weltkrieg noch zu stark beeinträchtigt, die Ernährungsversorgung noch zu unzureichend.
Die Probanden wurden zu verschiedenen Lebensstilfaktoren befragt (körperliche Aktivität, Rauchen, Ernährung), die Ernährungsweise wurde mit Ernährungstagebücher sowie exemplarisch durch Analyse von Lebensmittelproben erfasst. Alle Teilnehmer wurden körperlich untersucht, die Auswertung bestimmter Daten aus allen Zentren wurde zur Vereinheitlichung nur am Standort in den USA vorgenommen. Sämtliche Erhebungen wurden in 5-Jahres-Abständen wiederholt, hierbei gab es aber unterschiedliche Schemata für jede Kohorte, ob Intervalle ausgelassen wurden. Einzelne Zentren entwickelten Folgestudien, die häufigere Intervalle oder zusätzliche Tests vorsahen.

## Ergebnisse
Die Ergebnisse der Studie wurden 1966, 1970 und im Jahr 1980 in Buchform publiziert.
Die Studie zeigte einen starken Einfluss des Alters, des Rauchens und des Blutdrucks auf die Gesamtmortalität. Das Körpergewicht spielte in den meisten Zentren statistisch keine Rolle, in Südeuropa schien ein niedriges Körpergewicht vorteilhafter zu sein. Die regionalen Unterschiede der Gesamtsterblichkeit erklärten sich vor allem durch den Blutdruck.
Die kardiovaskuläre Morbidität und Mortalität stand vor allem mit Bluthochdruck und höherem Cholesterinspiegel in Zusammenhang, aber auch das Alter und das Rauchen trugen zum Risiko bei. Körpergewicht und körperliche Aktivität hatten kaum Bedeutung. Keys zeigte außerdem eine starke Korrelation zwischen der Aufnahme an gesättigten Fetten und kardiovaskulären Erkrankungen wie auch ihrer Sterblichkeit. Eine statistische Beziehung zum Zuckerkonsum bestand ebenfalls, allerdings deutlich schwächer ausgeprägt. Nach statistischer Korrektur blieb nur der Effekt zu gesättigtem Fett übrig.
Die traditionell-mediterrane Ernährung wurde als eindeutig gesunde Ernährung erkannt.
Spätere Analysen zeigten, dass kardiovaskuläre Risikofaktoren auch zur Demenz beitragen.

## Kritik
Thomas Cleave vermutete 1960 verarbeitete Kohlenhydrate als ursächlichen Faktor des kardiovaskulären Risikos. Wenig später präzisierte John Yudkin, dass hoher Zuckerkonsum das eigentliche Problem sei. Keys wies diese Annahmen mit dem Verweis auf fehlende Daten scharf zurück und unterstellte Yudkin, einen Interessenskonflikt mit der Nahrungsmittelindustrie zu haben.
Als prospektive Beobachtungsstudie kann die Sieben-Länder-Studie naturgemäß keine Kausalität beurteilen.
Der US-amerikanische Ernährungsforscher Robert Lustig warf Keys vor, einige Länder gezielt herausgepickt zu haben und zu behaupten, er habe wissentlich Länder nicht untersucht, weil sie seine Hypothese nicht stützten oder Daten unterschlagen, die er erhoben habe.
Die erbrachten Vorwürfe werden in einem White Paper von 2017 dezidiert widerlegt: Die von Jacob Yerushalmy und Herman Hilleboe inkriminierte „Six-Countries-Study“ war keine Studie Keys’, sondern eine Auswertung von staatlichen Angaben aus sechs Ländern. Eine Datensammlung aus 22 Ländern, die seiner Sieben-Länder-Studie gegenübergestellt wird, stammt aus einer älteren Studie von 1953, in denen tatsächlich Länder untersucht wurden, deren Ausgangsdaten allerdings von minderer Qualität waren. Kritiker erläuterten: beziehe man alle Länder in den Vergleich mit ein, ergebe sich keine positive Korrelation zwischen dem Anteil tierischer Fette in der Ernährung und dem Auftreten von Herzerkrankungen. In der Tat hat sich Keys auf sieben dieser Länder beschränkt und dort Daten von Personen für seine Studie erhoben und deren individuelle Ernährung, Gesundheit und Todesursache über 30 Jahre lang beobachtet. Die Korrelation aller 22 Länder ist schwächer, aber dennoch vorhanden. Die Autoren des White Papers weisen daher die Vorwürfe des wissenschaftlichen Betrugs deutlich zurück, stellen aber auch zahlreiche Limitationen nicht in Frage.

## Folgen
Die Ergebnisse der Sieben-Länder-Studie wurden 1972 bis 1977 im Nordkarelien-Projekt genutzt. Nordkarelien ist eine Region in Finnland die damals die weltweit höchste Rate an Herz-Kreislauferkrankungen und eine besonders niedrige Lebenserwartung der männlichen Bevölkerung hatte. Kernstück des Interventionsprojekts auf Bevölkerungsebene war die Reduzierung der drei in der Sieben-Länder-Studie identifizierten Risikofaktoren durch die Reduzierung von gesättigten Fetten in der Nahrung (hauptsächlich Ersatz von Butter durch Rapsöl), einen höheren Gemüsekonsum sowie weniger Salz und weniger Tabakkonsum. Wegen des großen Erfolgs wurde das Projekt 1977 auf ganz Finnland ausgedehnt. Der durchschnittliche Serum-Cholesterin Level konnte um 20 % gesenkt werden. Die Rate der Todesfälle wegen Herz-Kreislauferkrankungen mittelalter Männer (zwischen 35 und 64 Jahre) konnte um mehr als 80 % gesenkt werden (von jährlich 690 pro 100.000 auf jährlich 100 pro 100.000). Die Lebenserwartung der Gesamtbevölkerung stieg um 10 Jahre und Umfragen ergaben auch eine Verbesserung des subjektiven Gesundheitsempfindens.
Ab 1980, mit der Publikation der 25-Jahres-Daten, gaben die Fachgesellschaften in den USA, dem Vereinigten Königreich und weiteren Ländern die Empfehlung, Nahrungsfett deutlich zu reduzieren. Obwohl die Sieben-Länder-Studie nur einen Schaden durch gesättigte Fette zeigte, galt die Ernährungsempfehlung für sämtliches Fett. Eine deutliche Betonung der Vorteile der Mittelmeerdiät – arm an gesättigten Fetten, reich an ungesättigten Fetten – kam erst Jahrzehnte später auf.
Seit den 1980er Jahren wurde zudem verstärkt angestrebt, den Cholesterinspiegel von Risikopatienten abzusenken.
Um die wissenschaftliche Evidenz auch für Frauen bereitzustellen – die Sieben-Länder-Studie wurde nur an Männern durchgeführt und andere Studien, wie die an außergewöhnlich gesundheitsbewussten Studienteilnehmern der Nurses’ Health Study, waren nicht repräsentativ genug oder zeigten nicht die gleichen Effekte – wurde 1993 eine neue große Beobachtungsstudie speziell mit weiblichen Teilnehmern initiiert: die Women’s Health Initiative Study.

## Wissenschaftliche Einordnung der Ergebnisse
Die Deutsche Gesellschaft für Ernährung schreibt zu ihren Fettleitlinien: „Hinsichtlich der Fettqualität ist insbesondere  der Austausch von gesättigten Fettsäuren durch mehrfach ungesättigte Fettsäuren günstig. Die Leitlinie zeigt, dass dieser Austausch die Gesamt- und LDL-Cholesterolkonzentration im Blut und das Risiko für eine koronare Herzkrankheit senkt.“
Die Empfehlung, gesättigte Fette zu reduzieren, hat somit weiterhin Bestand. Es muss allerdings anstelle gesättigter Fette etwas Gesundes konsumiert werden, wie ungesättigte Fette. Werden die gesättigten Fette bspw. durch Zucker ersetzt, ist kein gesundheitlich positiver Effekt zu erwarten.
Der Einfluss des Rauchens, des Alters und des Cholesterinspiegels ist weiterhin unbestritten.
Die Ergebnisse der Studie (nicht jedes Fett ist schlecht, sondern nur gesättigtes Fett) wurden jahrzehntelang falsch interpretiert. Trotzdem gilt die Sieben-Länder-Studie als einer der ersten Belege für die Überlegenheit der Mittelmeer-Diät. Sie ist zudem von besonderer historischer Bedeutung, weil zum Untersuchungszeitpunkt die Unterschiede im Ernährungsmuster zwischen den Ländern deutlich ausgeprägter waren als heute.